# Lac Caopatina
Lac Caopatina är en sjö i Kanada.   Den ligger i regionen Nord-du-Québec och provinsen Québec, i den östra delen av landet, 500 km norr om huvudstaden Ottawa. Lac Caopatina ligger 363 meter över havet. Arean är 75 kvadratkilometer. Den sträcker sig 11,3 kilometer i nord-sydlig riktning, och 17,6 kilometer i öst-västlig riktning.
Trakten runt Lac Caopatina är nära nog obefolkad, med mindre än två invånare per kvadratkilometer.